# Péché originel
Pour les articles homonymes, voir Péché originel (film), Péché originel (économie) et Péché (homonymie).
 (janvier 2017).
- Si vous ne connaissez pas le sujet, laissez ce bandeau (vous pouvez alors contacter les auteurs).
- Si vous supprimez le contenu mis en cause (vous pouvez préalablement contacter les auteurs),

argumentez précisément cette suppression dans la page de discussion
(un manque de référence n'est pas un argument ; une recherche réelle de référence doit avoir été effectuée, être formellement documentée).
 (janvier 2017).
Si vous disposez d'ouvrages ou d'articles de référence ou si vous connaissez des sites web de qualité traitant du thème abordé ici, merci de compléter l'article en donnant les références utiles à sa vérifiabilité et en les liant à la section « Notes et références ».

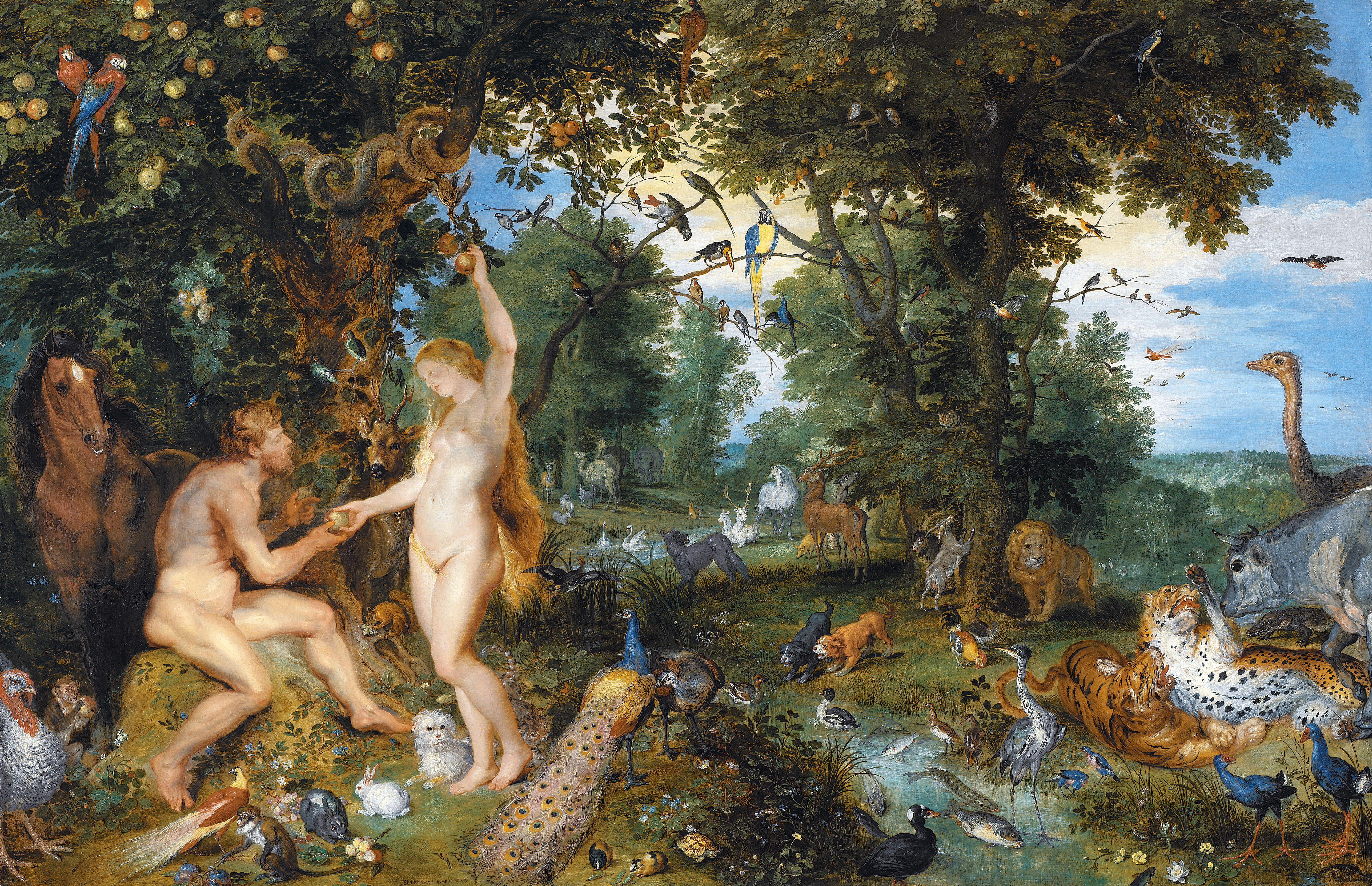
Le Jardin d'Éden et la chute de l'homme, tableau de Jan Brueghel l'Ancien et Pierre Paul Rubens, vers 1615.

Le péché originel est une doctrine de la théologie chrétienne qui décrit la désobéissance d'Adam et Ève, premiers êtres humains créés par Dieu : dans le Livre de la Genèse, ils mangent le fruit défendu de l'arbre de la connaissance du bien et du mal. La conséquence directe de cet acte est la Chute de l'humanité, qui vit dès lors dans un état dégradé.
Cet épisode biblique, qui a inspiré les écrivains et les artistes au cours des siècles, est souvent compris dans un sens symbolique depuis les Lumières.
L'expression « péché originel » ne figure nulle part dans la Bible, mais le concept s'appuie sur plusieurs passages des deux Testaments. C'est Augustin d'Hippone, à la fin du IVe siècle, qui invente le terme. Cette doctrine est extrêmement débattue depuis ses origines. Le péché originel est perçu de différentes façons dans les différentes confessions, depuis une simple déficience, ou une tendance au péché qui exclut toute idée de culpabilité a priori, jusqu'à l'idée d'une nature humaine totalement corrompue et d'une véritable culpabilité collective (comme chez les calvinistes). Ces controverses autour du péché originel ont abouti à des divergences significatives dans la théologie du salut, notamment en ce qui concerne le libre arbitre et la grâce.

## Origine du concept

### Sources bibliques

#### Ancien Testament

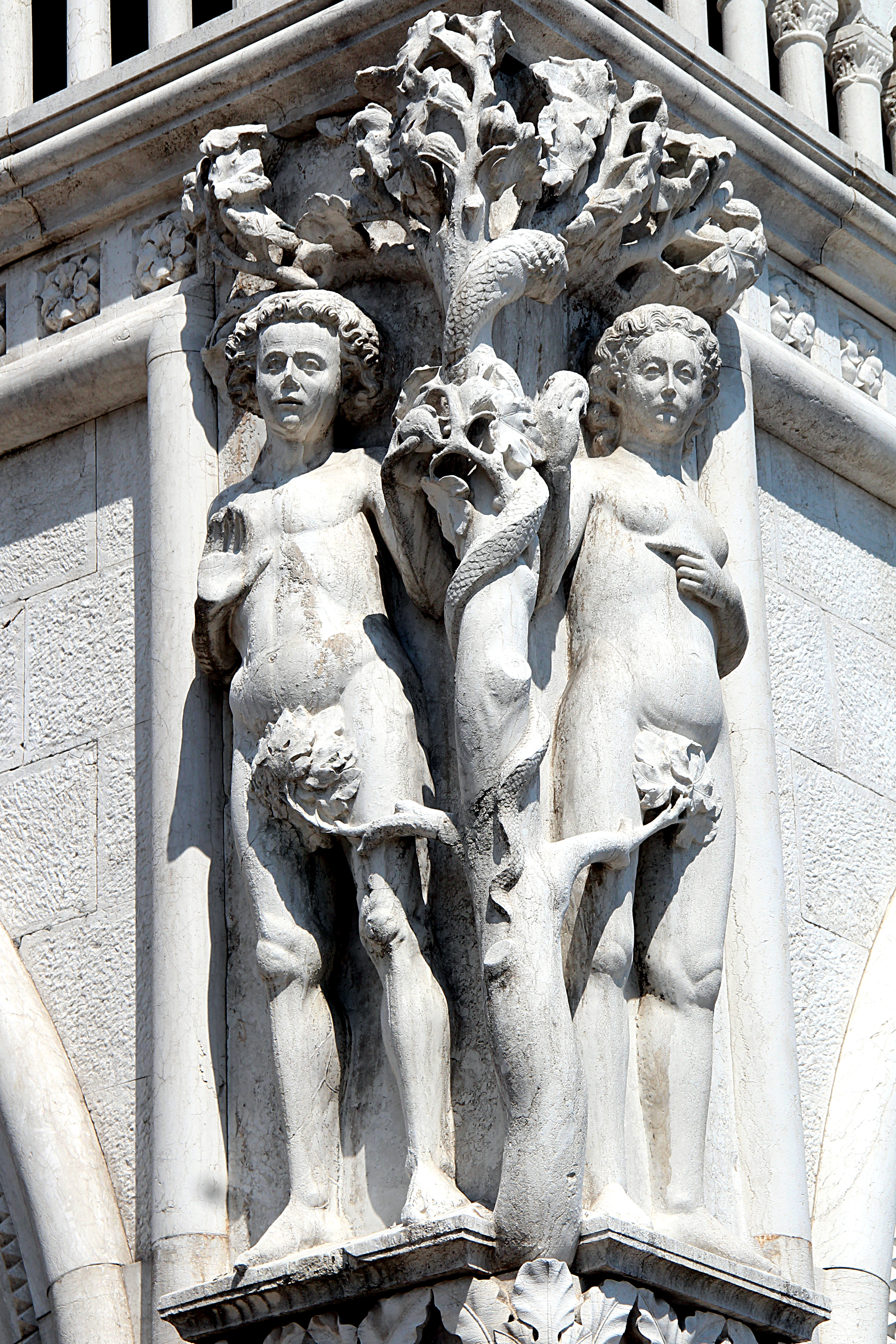
La Chute d'Adam et Ève, œuvre réalisée par Antonio Rizzo en 1476, ornant le dessus du chapiteau de l'angle sud-ouest du Palais des Doges à Venise.

Il n'est fait aucune mention d'un « péché originel » dans le texte de la Genèse, dans les premiers chapitres qui racontent l'histoire d'Adam et d'Ève dans l'Éden ; la première évocation du terme péché se trouve dans un dialogue entre Dieu et Caïn. Il peut y avoir une approche narrative du chapitre 3, qui présente le péché originel, ainsi :
- Gn 3. 1-7 : la tentation
- Gn 3. 8-13 : la découverte par Dieu
- Gn 3. 14-19 : le jugement de Dieu
- Gn 3. 20-24 : l'expulsion du jardin d'Éden

Le mot hébreu adâm désigne deux choses : d'une part Adam, et d'autre part un homme, comme l'humanité au sens large ; ainsi, pour le théologien Jean-Michel Maldamé, il convient de considérer Adam, dans le contexte de la Chute, comme le patriarche de l'humanité, une sorte de « personnalité corporative » représentant le groupe humain.

#### Nouveau Testament
Dans les épîtres de Paul, celle aux Romains et la première aux Corinthiens, il explique pourquoi Jésus-Christ a permis la réconciliation entre Dieu et Sa Création : « C’est pourquoi, de même que par un seul homme, le péché est entré dans le monde et par le péché, la mort, et ainsi la mort a atteint tous les hommes parce que tous ont péché… ». « En effet, de même que tous les hommes meurent du fait de leur union avec Adam, tous seront ramenés à la vie du fait de leur union avec Christ ».

### Judaisme
Le judaïsme ne voit aucun péché originel à cet endroit.
Dans la Bible hébraïque (Ancien Testament), le mot hattat qui signifie faute en hébreu n’apparaît qu’en Genèse IV:7, non sous la forme d’une faute imposée et héréditaire mais sous la forme d’un choix éthique, fondateur du libre arbitre.

« Certainement, si tu agis bien, tu relèveras ton visage, et si tu agis mal, le péché se couche à la porte, et ses désirs se portent vers toi : mais toi, domine sur lui »

Rien ne dit qu’Adam et Ève dans le jardin sont immortels. Le verset Genèse III:22 tendrait même à dire le contraire. Les exégètes contemporains se demandent donc comment la mort peut être l’éternel châtiment de la désobéissance avouée en Genèse III:13.
Enfin, les exégètes contemporains se demandent si la colère du Dieu du récit doit être prise au sérieux. En effet, celui-ci est pris de sollicitude après la colère comme indiqué en Genèse III:21, où l’Éternel coud des vêtements de peau alors qu’Adam et Ève se sont déjà couverts en Genèse III:7.
Les exégètes contemporains en concluent que l’enjeu est ailleurs, notamment dans le commentaire de la Chute par le bibliste Jacques Chopineau,.

### Les Pères de l'Église
Les Pères de l'Eglise se sont appuyés dans leur approche du péché originel sur le récit de la faute d'Adam dans le livre de la Genèse et sur l'analyse qu'en a faite Paul dans son épitre aux Romains. Méliton évêque de Sardes, ayant vécu entre 100 et 200, parle dans son discours sur la Pâque (54-55) du péché d'Adam « qui laissait son empreinte sur chaque âme ». Et lorsque cette empreinte était laissée, chacun était voué à la mort.

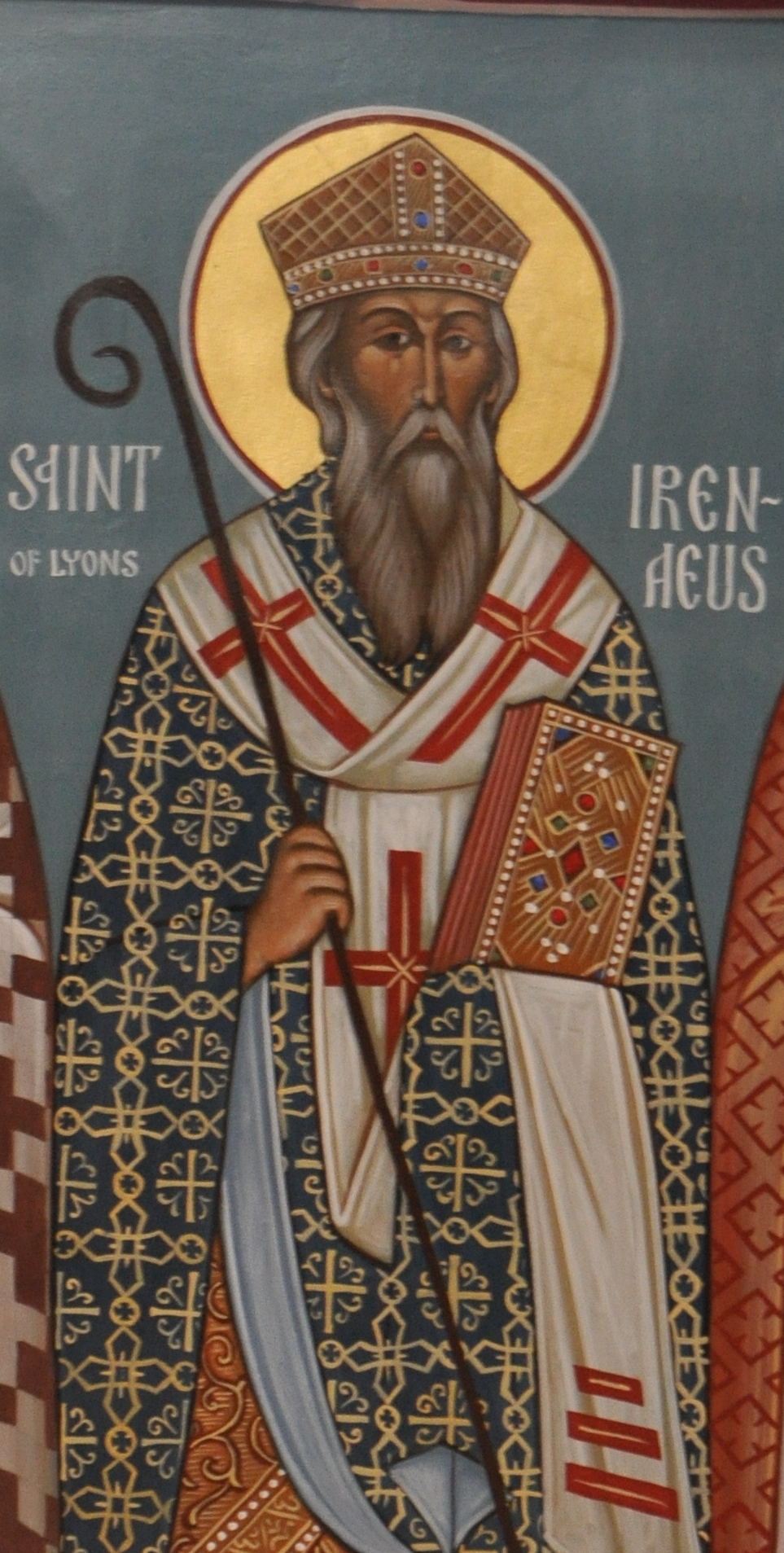
Irénée de Smyrne, deuxième évêque de Lyon.

#### Irénée de Lyon
Irénée de Lyon parle du principe de solidarité de tous les hommes avec Adam dans le Christ : « Avec le premier Adam nous avons offensé Dieu en n'observant pas son commandement; mais avec le deuxième Adam, nous avons été réconciliés et nous sommes devenus obéissants jusqu'à la mort » (Adversus haereses V, 16, 3). Irénée  présente donc Jésus-Christ comme le nouvel Adam, qui permet de faire devenir, par étapes, l'humanité obéissante envers Dieu, et telle qu'elle était à l'origine, c'est-à-dire vers une perfection inachevée. Il explique que par le péché d'Adam et d'Ève, l'humanité a perdu sa ressemblance avec Dieu, et que n'ayant qu'une intelligence enfantine, elle est plus tentée par le Diable. Cette conception s'inscrit dans son combat contre le gnosticisme du IIe siècle qui considère que la Passion n'a pas été subie par Jésus, donc que ce ne sont pas sa mort ou sa résurrection qui ont racheté l'humanité, mais ses enseignements. Irénée insiste sur la venue du Verbe de Dieu comme docteur de l'humanité par l'Incarnation, pour qu'elle soit de nouveau à l'image de Dieu en allant vers Lui et en évitant les convoitises terrestres, « le créé [étant] nécessairement devenir et imperfection ».

#### Origène d'Alexandrie
Origène (185-253), se référant à la tradition de baptiser les enfants qu'il déclare apostoliques, commente en disant que les apôtres savaient qu'il existe en tous la tache du péché qui doit donc être lavée par l'eau et l'Esprit Saint. Tertullien (150-220), quoique défavorable au baptême des nouveau-nés, parle du vice des origines qui est devenu d'une certaine manière naturelle.

#### Cyprien de Carthage
L'évêque Cyprien de Carthage (200-258) explique qu'il ne faut pas éloigner les enfants du baptême, bien que n'ayant pas péché personnellement, parce qu'ils ont contracté en naissant la contagion de la mort antique venue d'Adam. Athanase (296-353) enseigne que « quand Adam pécha, le péché passa en chaque homme ».

#### Augustin

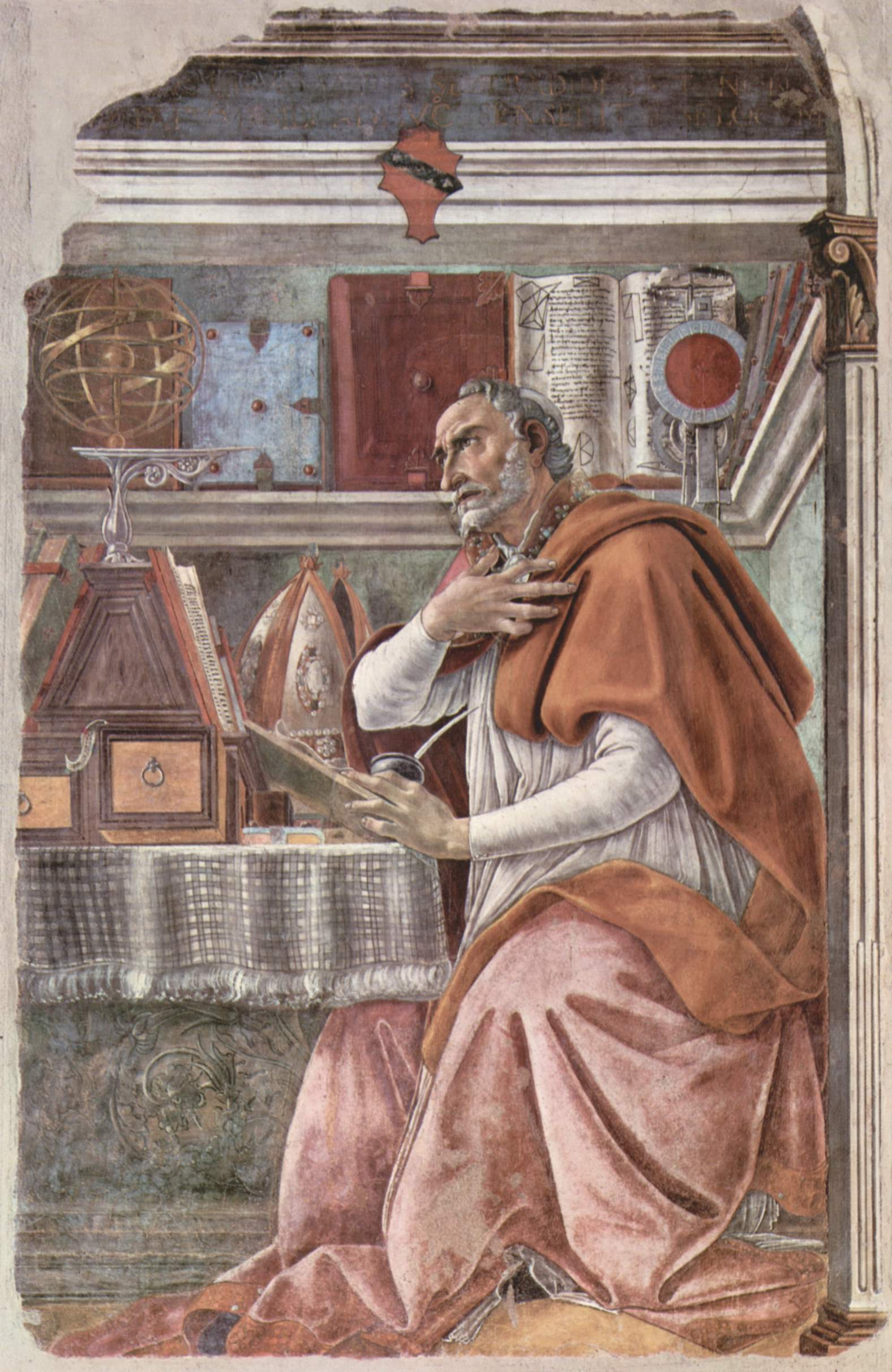
Augustin d'Hippone fut le premier à formuler la doctrine du péché originel (portrait imaginaire par Botticelli, v. 1480).

Selon Augustin d'Hippone, le monde est bon si on le contemple dans la perspective de Dieu mais l'homme tombe dans le péché quand il le voit dans la perspective des hommes. Pour Augustin, l'amour du monde rend les Hommes sensibles à la concupiscence et les entraîne dans l'amour du monde en tant que création de la créature.
Si c'est là le péché véritable, il est malgré tout le fruit de l'orgueil (superbia) qui veut que l'homme soit l'égal de Dieu, qu'il soit aussi créateur que Dieu, de sorte qu'il déforme (perversitas) « le sens originel de son être créé, qui était justement de le renvoyer par-delà le monde à sa véritable origine ». C'est dans son livre Ad Simplicianum de 396 qu'Augustin développe ses idées sur le péché originel et la nécessité de la grâce. Chez Augustin, c'est l'orgueil qui a détourné Adam et a provoqué le péché originel, compris non comme un péché remontant aux origines, mais comme un péché touchant la nature originelle de la créature.
Pour Augustin, l'habitude (consuetudo) qui attache au péché et empêche une renaissance est « la loi du péché (lex peccati) », qui elle-même résulte d'une volonté insuffisante qui n'a instauré l'habitude que pour faire oublier la mort.
La formalisation du concept tient à une lecture de l'épître aux Romains (Rm 5, 12) de Paul de Tarse explicitée par Augustin au Ve siècle dans sa lutte contre Pélage. Augustin, suivant Origène, soutenait l’opinion pessimiste de Paul qui lui permettait de répondre à la question pourquoi le mal et la mort ? Augustin qualifia ce péché d’« originel ». Pour expliquer qu’il se transmet (selon la traduction erronée de la vieille latine) à tous les hommes, par engendrement, comme une souillure héréditaire, il l’assimila « au péché de chair », suivant en cela le discrédit de la sexualité mis en œuvre par le stoïcisme. Le baptême permettrait d’effacer cette souillure.

### Islam
L’islam présente la faute d’Adam comme une simple omission et non comme une faute intentionnelle car Dieu avait fait « 114. Déjà nous avions fait un pacte avec Adam, mais il l'oublia ; nous ne lui avons pas trouvé une résolution ferme. 115. Et alors nous dîmes aux anges : prosternez-vous devant Adam, ils le firent, excepté Iblis ; il s'y refusa. Nous dîmes à Adam : celui-ci est ton ennemi et l'ennemi de ton épouse. Prenez garde qu'il ne vous chasse du paradis et que vous ne soyez malheureux. 116. Tu n'y souffriras ni de la faim, ni de la nudité. 117. Tu n'y seras point altéré de soif ni incommodé de la chaleur. 118. Satan lui fit des suggestions : Ô Adam ! lui dit-il, veux-tu que je te montre l'arbre de l'éternité et d'un royaume qui ne vieillit pas ? 119. Ils mangèrent (du fruit) de l'arbre, et leur nudité leur apparut, et ils se mirent à coudre des vêtements de feuilles du paradis. Adam désobéit à son Seigneur et s'égara. 120. Puis Dieu en fit son élu, revint à lui et le dirigea sur le chemin droit. »

## Les différentes formalisations du péché originel

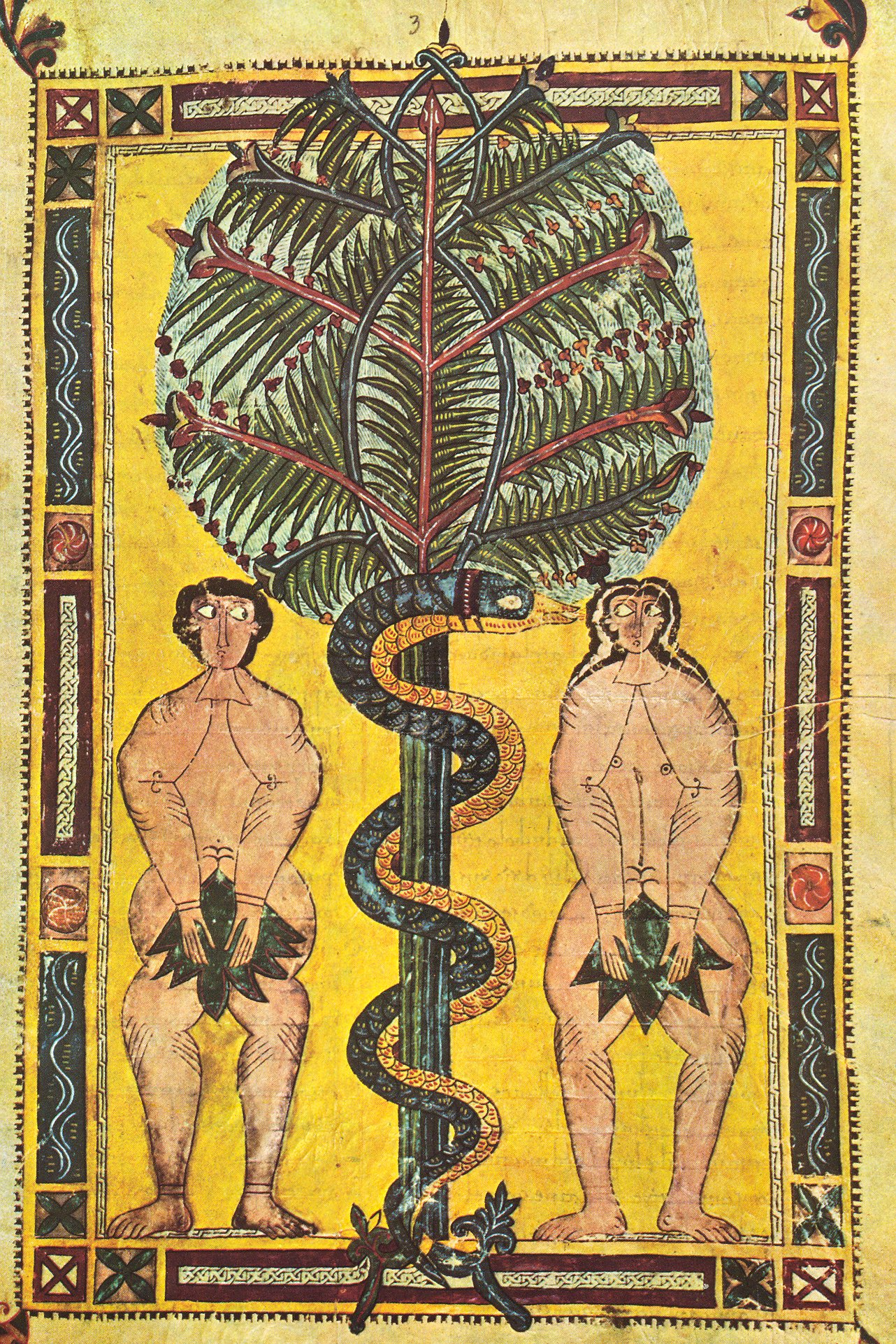
Adam et Ève, parchemin enluminé (v. 950).

### Décisions conciliaires et synodales
La conception augustinienne du péché originel a eu une grande influence sur la théologie en Occident. Le 16e concile de Carthage (418) dit concile plénier de toute l'Afrique confirma la doctrine du péché originel. L'évêque de Rome Zosime condamna la même année le pélagianisme, et le concile d'Ephèse (431) ratifia cette condamnation romaine. Enfin le second concile d'Orange (519), confirma la doctrine du péché originel et condamna le semi-pélagianisme, décisions qui furent ratifiées par le pape Boniface II (pape de 530 à 532).
Une partie de la doctrine d'Augustin reçoit une approbation officielle, tandis que la conception d'une stricte prédestination est elle aussi explicitement rejetée. Le christianisme occidental prend donc la voie d'un augustinisme modéré, équilibre qui sera remis en cause lors de la Réforme.
La tradition chrétienne occidentale fixe symboliquement le jour de la Chute d'Adam le 25 mars qui correspond à la fête de l'Annonciation.
Les christianismes orientaux ont privilégié une approche différente de la question de la grâce et du péché originel, développant le concept de théosis, c'est-à-dire la recherche de l'union avec Dieu. Ils se reconnaissent plus volontiers dans les thèses de Jean Cassien que dans celles d'Augustin d'Hippone. Pour cela, ils ont parfois été accusés de semi-pélagianisme, notamment par des théologiens protestants.

### Catholicisme
La doctrine de l'Église catholique sur le péché originel, exposée dans le Catéchisme de l'Église catholique, résulte d'abord de l'Écriture et de la Tradition. Selon le Credo, le baptême est administré pour la rémission des péchés. Or la pratique de baptiser des enfants remonte aux premiers siècles, alors que ces enfants sont incapables d'un péché personnel, n'ayant pas l'usage de la raison. Cette pratique atteste donc, selon Augustin, que l'Église a toujours considéré que les enfants sont atteints par le péché. Plusieurs passages de l'Écriture lui permettaient d'appuyer cette thèse : le récit de la chute d'Adam et Eve (Gn 3:1-24), et l'affirmation que, par un seul homme, le péché est entré dans le monde et qu'ainsi tous ont péché (Rm 5:12 ; 1Cor 15:22).
La doctrine sur la transmission du péché originel s'est affinée principalement à deux époques. D'une part, Augustin a critiqué la doctrine de Pélage sur le libre arbitre ; le pélagianisme a été condamné au 16e concile de Carthage, en 418. D'autre part, au XVIe siècle, le dogme du péché originel a été réaffirmé lors de la Ve session du concile de Trente, le 17 juin 1546, en opposition à la Réforme protestante ; cette doctrine ne reprend pas toutes les idées d'Augustin, et l'Église catholique a explicitement condamné l'interprétation de certaines de ces idées par les promoteurs de la Réforme et par les jansénistes.
Le péché originel est appelé « péché » de façon analogique : c’est un péché « contracté » et non pas « commis », un état et non pas un acte (CEC 404). Cet état se transmet au genre humain « par propagation », et non « par génération » comme le proposait Augustin, ce qui ouvrait la porte à une forme de suspicion sur la sexualité. De par l' « unité du genre humain » tous les hommes sont impliqués dans le péché d’Adam. Le dépassement du péché originel est rendu possible par la résurrection du Christ.

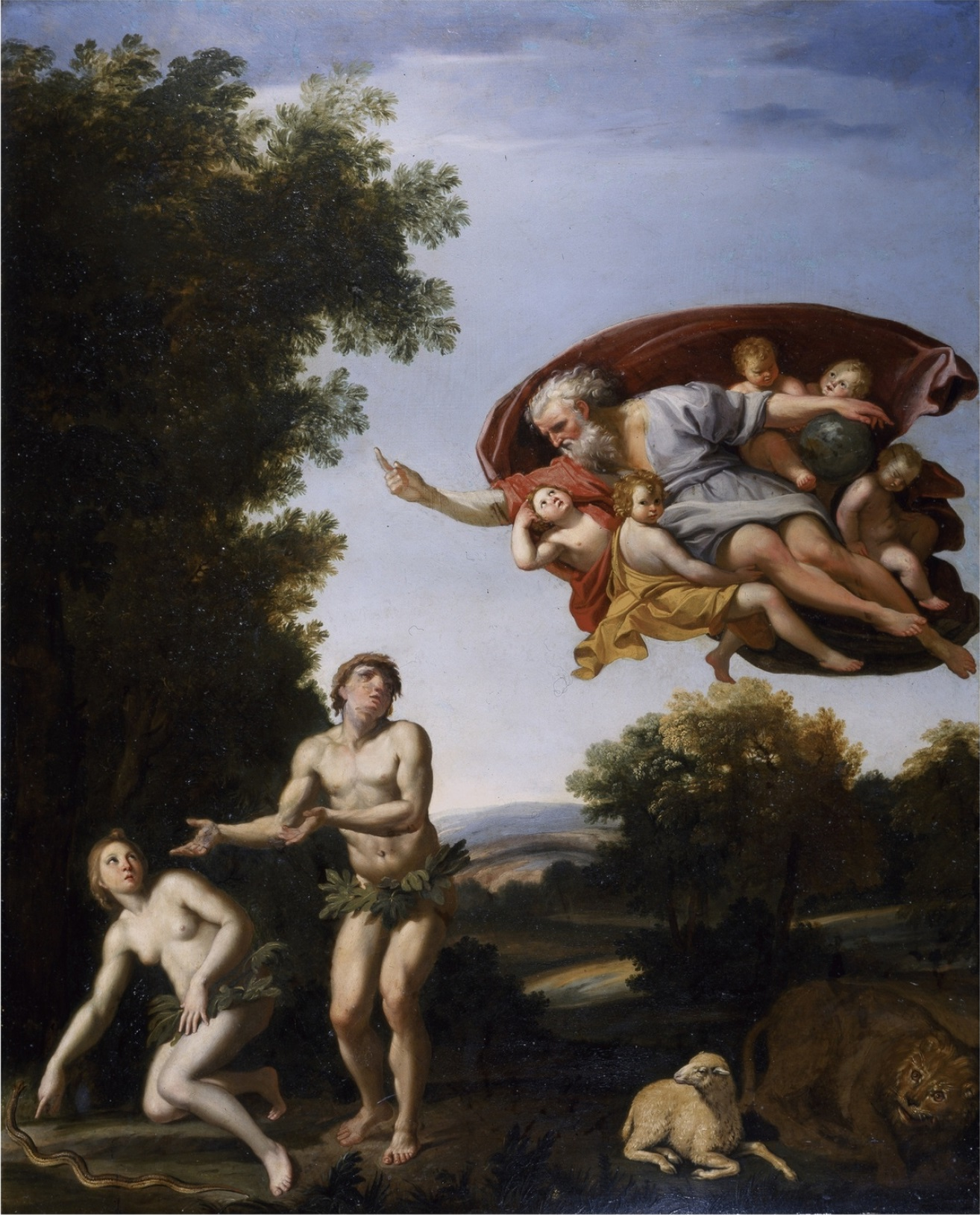
Le péché originel représenté par Le Dominiquin, Chatsworth House.

Depuis le concile Vatican II, la théologie catholique essaie d'éclairer la doctrine traditionnelle non pas à partir d'Adam et Ève, mais à partir du Christ. La doctrine du péché originel connaît aujourd'hui un nouveau développement qui intègre des éléments de l'anthropologie de René Girard et Jean-Michel Oughourlian.

### Orthodoxie
Les orthodoxes sont restés relativement à l'écart des débats doctrinaux qui ont eu lieu en Occident sur la question du péché originel, et tiennent une position à la fois médiane et originale par plusieurs aspects. Ils reconnaissent que le péché d'Adam a des conséquences sur le monde présent, mais ils rejettent toute idée d'une culpabilité collective. D'autre part, ils excluent l'idée que la nature de l'homme soit si corrompue qu'il lui soit incapable d'exercer son libre arbitre, c'est-à-dire les doctrines de la prédestination et notamment celle de la corruption totale défendue par Jean Calvin.
La théologie orthodoxe emploie elle aussi l'expression « péché originel » même si elle ne recouvre pas le même contenu qu'en Occident. Ainsi, elle adhère à l'enseignement des Pères de l'Église orientaux pour lesquels :

« Le péché du premier homme, avec toutes les conséquences et les châtiments qu'il a entraînés, se transmet par hérédité à toute la race humaine. Puisque chaque être humain est un descendant du premier homme, « aucun d'entre nous n'est exempt de la marque du péché, quand bien même il arriverait à vivre un jour sans aucun péché ». […]
Et ainsi, depuis l'événement historique du premier péché du premier né d'entre les hommes, découle la situation présente dans laquelle ce péché est transmis, avec toutes les conséquences qu'il entraîne, à tous les descendants naturels d'Adam. »

Pour ce qui est de la transmission du péché originel, les orthodoxes soutiennent que :

« La transmission du péché originel par hérédité naturelle doit être entendue en termes d'unité de la nature humaine, de consubstantialité de tous les hommes, qui sont unis par la nature en une seule entité mystique. C'est parce que la nature humaine est unique et insécable que la transmission du péché du premier-né à toute la race humaine est rendue compréhensible : « comme à partir d'une racine, la maladie s'est étendue à l'arbre entier, Adam étant la racine qui a connu la corruption ». »

— Cyrille d'Alexandrie.

## Les controverses historiques

### Le poids du péché originel sur le Moyen Âge
Pierre Lombard fit évoluer cette notion vers celle d’un affaiblissement de la volonté.
Cette interprétation marqua l’ensemble du Moyen Âge qui sera dominé par l’inquiétude face au péché (confessions, indulgences, etc.), la justification par les actes. Bien plus, cette notion de péché originel donna une autorité morale à la misogynie en faisant retomber l’origine de l’état de pécheur sur la femme[réf. nécessaire].
Les cathares contesteront le sacrement du mariage pour le principe que celui-ci légitime à leurs yeux l’union charnelle de l’homme et de la femme, union à l’origine du péché du premier couple selon leur interprétation de la Genèse.

### Polémique du libre arbitre
La grande question du Moyen Âge est celle du salut dans une perspective où la vie éternelle se situe après la mort, dans une optique de rétribution. Quels sont donc les moyens du salut (de gagner son paradis) si Dieu est tout puissant ?
Luther entre en conflit avec Érasme sur cette question dont la prédestination et le libre arbitre sont deux tentatives de réponse. En bon augustinien, Érasme soutient le libre arbitre, c’est-à-dire la responsabilité de l’homme devant Dieu concernant ses actes. En quelque sorte, l’homme peut refuser la grâce de la foi. Au contraire, se fondant notamment sur le péché originel, le moine augustinien Luther défend la prédestination, c’est-à-dire le « serf » arbitre et la justification par la foi seule. Pour Luther, c’est Dieu qui décide. Par cette querelle Luther s’aliènera Érasme avec toute son autorité et son crédit.

### Jansénistes contre jésuites
C’est au XVIIe siècle qu’apparut une polémique au sein même de l’Église catholique, opposant d’un côté les jansénistes, qui prétendaient rétablir la pureté des doctrines de la grâce efficace et de la prédestination, et de l’autre les jésuites, qui préféraient mettre en avant le libre arbitre et la grâce suffisante. Pascal, qui soutenait le courant janséniste, s’attaqua de façon virulente au laxisme moral des Jésuites et à leur casuistique accommodante. Alors que les jésuites avaient tendance à atténuer l’importance du péché originel et à considérer que le principal attribut de Dieu était la miséricorde, les jansénistes insistaient sur la nature corrompue de l’homme. Pour Pascal cette corruption se manifeste dans l'amour-propre, enraciné dans le cœur de l'homme : "c’est  cet instinct qui le porte à se faire Dieu", qui constitue le péché originel, "mystère incompréhensible et qui nous heurte" (Lafuma,113) mais qui est la base indispensable pour comprendre l'homme.

## Postérité du concept

### Rousseau
Pour Jean-Jacques Rousseau, le péché originel est une doctrine bien commode qui incrimine sans cesse la nature humaine. C'est la raison pour laquelle Rousseau a souvent, résolument et longuement combattu cette doctrine. Il parle avec ironie de ce péché « pour lequel nous sommes punis très justement des fautes que nous n’avons pas commises » (Mémoire à M. de Mably).
Cette position a amené Rousseau à forger la fiction d'un « état de nature » pour écarter tous les faits de l'histoire. L'état de nature est extra-moral et extra-historique. C'est une reconstruction imaginaire qui se substitue au mythe biblique auquel cependant il se réfère explicitement dans la note 9 du Discours sur l'origine et les fondements de l'inégalité parmi les hommes.
Rousseau a publié en 1755 le Discours sur l'origine et les fondements de l'inégalité parmi les hommes, et a été vivement critiqué par l'Église catholique qui lui reprochait de nier le péché originel. Dans Du contrat social, Rousseau imagine que, par le passage de l'état de nature à l'état de société, l'individu perd une partie de sa liberté, dont la défense est alors prise en charge par l'État, à travers des lois qui, pour être bonnes, doivent être l'expression de la volonté générale. La faute ne vient pas de l'homme essentiel, mais de l'homme en relation. Alors qu'il était isolé, lorsqu'il rencontre son semblable il le juge et se compare à lui. Ainsi par la Raison son innocence originelle, sa bonté naturelle est pervertie.
À la suite d'une condamnation par l'archevêque de Paris Christophe de Beaumont en 1762, pour ses écrits L'Émile et Du contrat social, Rousseau répond par une lettre dans laquelle il affirme que « le principe fondamental de toute morale […] est que l’homme est un être naturellement bon, aimant la justice & l’ordre ; qu’il n’y a point de perversité originelle dans le cœur humain, & que les premiers mouvements de la nature sont toujours droits » (voir l'article Lettre à Christophe de Beaumont).

### Hegel
Hegel propose une interprétation du « mythe éternel » du péché originel dans son ouvrage Leçons sur la philosophie de l'histoire. Selon lui, la « vérité profonde » du mythe est que « le mal a son siège dans la conscience car les animaux ne sont ni méchants ni bons », tout comme l’homme lorsqu’il est « dans le pur état de nature ». Ainsi, il y a "chute" dans le sens où  la connaissance supprime l'unité naturelle de l’homme et du monde et non pas dans le sens où la nature de l’homme serait mauvaise. En effet à partir du moment où l'homme devient conscient, il se divise en lui-même, il devient "pour-soi" et il acquiert la liberté de la volonté et par conséquent il peut choisir de faire le bien ou le mal. Le paradis c'est l'état d'innocence qui est la  condition des animaux. "Le paradis est un parc où les animaux seuls peuvent demeurer,  non les hommes".

### Freud
Freud distingue le contenu manifeste du rêve, ce que le rêveur voit, dont il se souvient, et le contenu latent, caché à la conscience et qui représente le vrai sens du rêve. Il s'agit d'un désir refoulé qui trouve un exutoire sous forme déguisée pour tromper la censure du rêve,. Parmi les éléments manifestes, certains proviennent de la vie personnelle du rêveur, par exemple de ce qu'il a vécu la veille du rêve mais d'autres viennent de plus loin et sont archétypaux, ils sont universels et appartiennent à l'humanité. Ce sont des symboles , par exemple l’eau, le jardin, l'arbre, le serpent… , que l'on trouve dans le mythe du jardin d'Eden.
Freud pense que l'inconscient est aussi à l'œuvre dans les récits des mythes, des contes et, d'une manière générale, dans les travaux de l'imagination. Pour lui, le récit de la Genèse au chapitre 2, l’Éden, et au chapitre 3, la chute, ne doit donc pas être pris au sens littéral pour au moins deux raisons : il faut d'abord préserver sa compatibilité avec les théories scientifiques modernes comme la théorie de l'évolution et comprendre ensuite sa dimension symbolique. Il s'agit d'un récit mythique qui se place aux origines et qui nous parle de la condition humaine en désignant des réalités naturelles sous forme de symboles.
Le jardin, lui-même est présenté comme un pays qui regorge de richesses. Il est arrosé par quatre grands fleuves ; l'eau, est le symbole de la vie. En son centre se tient l'arbre, de vie et, à côté, l'arbre de la connaissance du bien et du mal,. Celui-ci est frappé d'un interdit : manger de ses fruits est défendu. Adam et Ève sont nus et n'ont pas honte l'un devant l'autre.
Puis le serpent, fait irruption et persuade Ève de manger le fruit défendu, qui lui ouvrira les yeux et lui donnera la connaissance du bien et du mal que Dieu se réserve. Elle propose le fruit à Adam ; ils en mangent. «Leurs yeux s'ouvrirent et ils connurent qu'ils étaient nus [Genèse, III, 7]».
Cela va précipiter leur chute. Dieu les chasse du jardin, condamne Adam au travail pénible pour gagner sa subsistance et condamne Ève à enfanter dans la douleur. Dieu place des chérubins à l'entrée du jardin pour les empêcher d'y revenir.
L'arbre de vie représente l'énergie vitale, la libido,,[réf. souhaitée]. Le jardin déborde de vie.
Le serpent est un symbole phallique que l'on retrouve dans toutes les cultures[réf. souhaitée]. On pourrait se demander, en effet, pourquoi il s'adresse à Eve et non à Adam. L' interprétation masculine répond à cette question . C'est donc Ève qu'il tente. Il y a là une figure de style basée sur un mécanisme inconscient de projection, par lequel le sujet attribue à un autre une intention, un sentiment qui viennent de lui mais qui sont générateurs de conflit interne entre le ça et le moi. Cela permet au moi de s'en défendre. Ceci signifie qu' Ève désire Adam et celui-ci la désire aussi. Ils mangent le fruit défendu, : cela signifie symboliquement qu'ils ont une relation sexuelle. Ils s'aperçoivent alors qu'ils sont nus c'est-à-dire qu'ils ont atteint l'âge de la puberté et ont pris conscience de leur sexualité. Pourquoi ce fruit est-il défendu ? Parce que les premières relations sexuelles sont vécues comme une transgression d'un interdit. Dieu, symbolise le père ou les parents et la loi.
Cette interprétation permet de revenir sur le sens symbolique du jardin : il représente l'enfance, voire la vie intra-utérine où nous avons baigné dans l'eau, époque heureuse, insouciante, où les besoins sont satisfaits sans peine, l'inconscient ne l'a pas oublié, et où l'enfant n'a pas honte de sa nudité, époque capitale pour la formation du futur adulte. Mais ce stade est appelé à être dépassé. L'adolescence est une étape intermédiaire vers l'âge adulte ; c'est une étape difficile sur le chemin de l'autonomie. L'adolescent peut être tenté de regarder en arrière. C'est pourquoi Dieu chasse Adam et Ève, les condamne au travail pénible et aux douleurs de l'enfantement et leur interdit le retour dans le jardin. Comme pour le serpent, Dieu est la projection, de l'image symbolique du père ; il représente la loi ou le surmoi,. Le jeune adulte intériorise l'obligation de travailler pour être autonome matériellement et s'assumer moralement. « Je peux désormais juger et décider par moi-même puisque j'ai acquis « la connaissance du bien et du mal » et je peux enfanter, devenir parent «comme Dieu» c'est-à-dire comme mes parents ».
La réponse d'Eve au serpent: « nous mourrons » [Genèse, III, 3] a donné à penser que l'être humain a été créé immortel à l'origine et que c'est la chute qui a causé sa mort.Or cette référence à la mort exprime en fait le sentiment de l'enfant qui craint de perdre l'amour de ses parents. « Si je leur désobéis ils vont m'abandonner et je mourrai ». Il devra cependant désobéir plus tard au père, « tuer le père » comme le dit Freud symboliquement, pour devenir père à son tour. Or si nous sommes mortels c'est parce que nous sommes des êtres vivants ; c'est ce que dit le roi à Hamlet à l'acte 1 scène 2 : « C'est la règle commune, tu le sais, tout ce qui vit doit mourir, emporté par la nature dans l'éternité ».

### Analyses contemporaines
En relisant Genèse 3, René Girard se demande comment Augustin peut parler de péché en étendant le concept de Paul, qui lui, parlait de la Loi comme frontière dynamique entre le Bien et le Mal.

## Dans la littérature et les arts

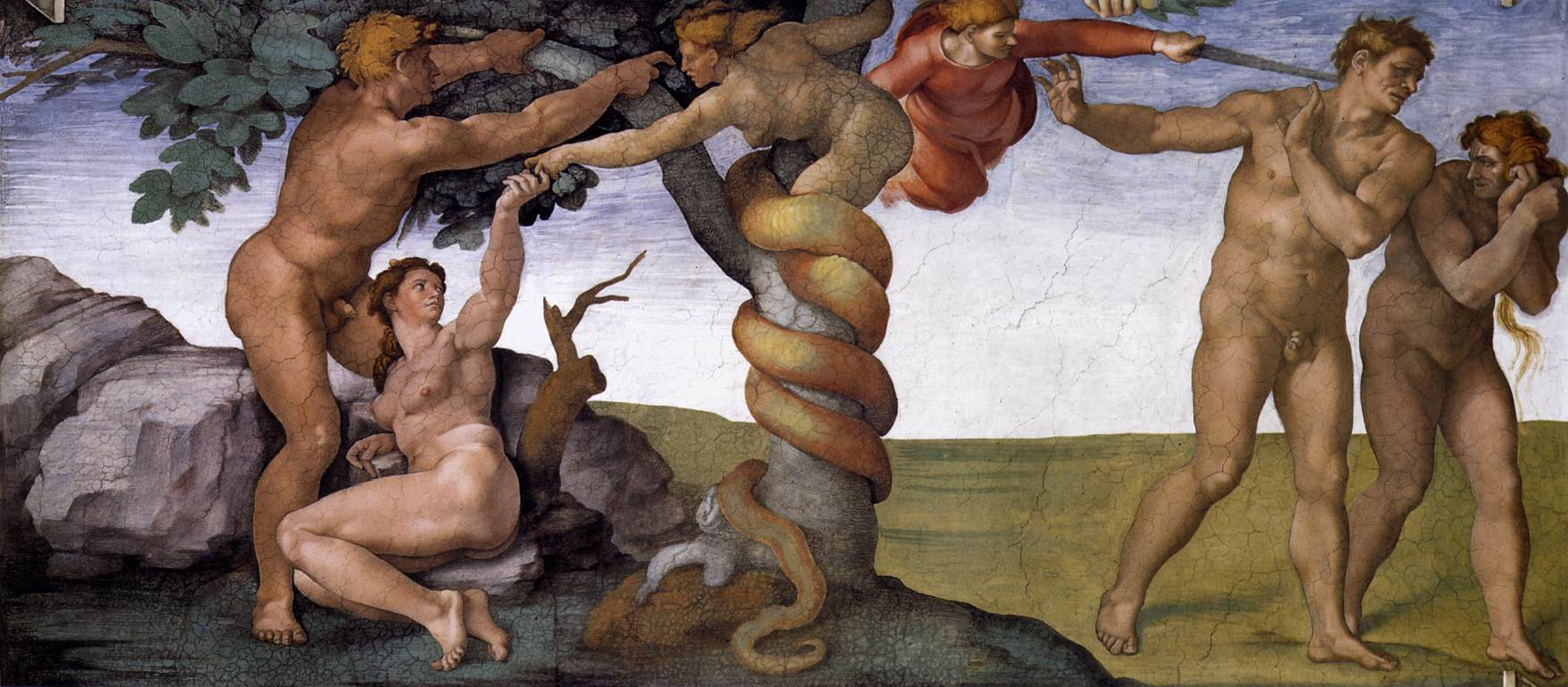
Le Péché originel et l'expulsion du Paradis terrestre par Michel-Ange.

Le péché originel apparaît dans de nombreuses représentations artistiques. À l'époque contemporaine, il est aussi devenu un topos littéraire et cinématographique.

### Représentations médiévales
Le thème du péché originel est très présent dans la statuaire médiévale.

### Autres représentations artistiques
- Le Péché originel et l'expulsion du Paradis terrestre, l’une des œuvres de Michel-Ange sur la voûte de la chapelle Sixtine.